# Domenico Tripepi
Domenico Luigi Vittorio Tripepi (Reggio Calabria, 14 febbraio 1889 – 26 ottobre 1962) è stato un avvocato e politico italiano.

## Biografia
Era il figlio di Demetrio, già Deputato del Regno d'Italia e Sindaco di Reggio Calabria, nonché nipote di Francesco e di Domenico, anch'essi parlamentari.
Laureato in giurisprudenza, avvocato, fu deputato nella XXVI e XXVII legislatura del Regno d'Italia (in quest'ultima prese parte alla Secessione dell'Aventino). Nel 1945 fu nominato consultore nazionale dal Partito Democratico del Lavoro. 
Nel 1946 venne eletto all’Assemblea Costituente nelle file dell'Unione Democratica Nazionale. Nel 1948 è eletto al Senato, dove si iscrisse al gruppo liberale. Nel 1953 venne rieletto senatore per il Partito Nazionale Monarchico, concludendo il proprio mandato parlamentare nel 1958.
Morì all'età di 73 anni nell'ottobre del 1962.